# Coefficient de partage
On appelle coefficient de partage, généralement noté K ou P, le rapport des activités chimiques d’un soluté entre deux phases. Les termes coefficient de partition et coefficient de distribution, qu'utilisent parfois les scientifiques francophones, sont des anglicismes (partition coefficient et distribution coefficient).

## Partage entre deux phases

### Définition
Le coefficient de partage est la constante d'équilibre de la réaction :
{\displaystyle {\rm {X_{A}=X_{B}}}} , où X est le soluté, et A et B les deux phases dans lesquelles il est en équilibre.
Par conséquent :
{\displaystyle K={\frac {a_{\rm {B}}}{a_{\rm {A}}}}} , où aA et aB sont les activités chimiques respectives du soluté X dans les phases A et B.
Pour un soluté et des solvants donnés, le coefficient de partage ne dépend que de la température, éventuellement de la pression, mais pas des volumes de solutions ni du mode de préparation.
Ce coefficient est déterminant pour les extractions liquide-liquide, qui consistent à faire passer un soluté d'un solvant A où il est peu soluble à un solvant B où il l'est davantage et/ou dont on peut le séparer plus facilement, A et B n'étant pas miscibles.

### Cas des solutions diluées
Pour des solutions diluées, l'activité chimique, a, peut être assimilée à la concentration molaire, C, et on a donc
{\displaystyle K={\frac {a_{B}}{a_{A}}}={\frac {C_{B}}{C_{A}}}}, où A et B sont les deux phases considérées.

soit :
{\displaystyle K={\frac {n_{B}}{n_{A}}}\cdot {\frac {V_{A}}{V_{B}}}={\frac {m_{B}}{m_{A}}}\cdot {\frac {V_{A}}{V_{B}}}}
La masse totale de soluté m0 étant constante,
{\displaystyle m_{A}+m_{B}=m_{0}} donc {\displaystyle m_{B}=m_{0}-m_{A}},
d'où:
{\displaystyle K={\frac {m_{0}-m_{A}}{m_{A}}}\cdot {\frac {V_{A}}{V_{B}}}},
d'où l'on tire:
{\displaystyle m_{A}={\frac {m_{0}V_{A}}{KV_{B}+V_{A}}}}

### Détermination de K
Le coefficient de partage est déterminé expérimentalement par mesure des concentrations de l'espèce concernée dans chacune des deux phases à l'équilibre, au moyen de méthodes de dosages diverses : gravimétrie, titrimétrie, spectrophotométrie, chromatographie...
On peut également calculer un coefficient de partage théorique correspondant au rapport des solubilités du soluté entre les deux phases :
{\displaystyle K={\frac {S_{B}}{S_{A}}}={\frac {C_{B}}{C_{A}}}}
Cependant, on ne peut considérer un tel résultat comme satisfaisant qu'à condition que la miscibilité réciproque des deux solvants soit négligeable. De plus, il faut tenir compte du fait que le coefficient de partage de l'espèce concernée peut être modifié par la présence d'autres solutés dans l'une ou l'autre phase. Un coefficient de partage théorique n'a donc que peu d'intérêt en pratique et il est préférable de déterminer expérimentalement le coefficient de partage dans les conditions opératoires pour être le plus proche possible de la réalité.

### Cas particulier des acides et des bases faibles
Dans le cas particulier des acides et des bases faibles, partiellement ionisés en solution aqueuse, le coefficient de partage varie en fonction du pH de la solution. En effet, l'équilibre entre la phase aqueuse et la phase organique ne s'établit qu'avec la fraction non ionisée, la fraction ionisée n'étant soluble que dans la phase aqueuse. On définit alors un coefficient de distribution D prenant en compte le recul d'ionisation. Ce coefficient dépend du coefficient de partage K, du Ka du couple acide-base et de la concentration en ions H3O+.
Pour un acide faible de type HA : {\displaystyle D={\frac {K}{1+{\frac {K_{a}}{[H_{3}O^{+}]}}}}}
Pour une base faible de type B : {\displaystyle D={\frac {K}{1+{\frac {[H_{3}O^{+}]}{K_{a}}}}}}

## Partage entre deux flux

Notation des flux d'un étage.

Dans un procédé d'enrichissement isotopique ou de distillation, on appelle coefficient de partage d'une opération élémentaire le rapport de masse entre le flux entrant et la fraction enrichie du flux sortant.
Pour une opération élémentaire réalisant la séparation d'une masse {\displaystyle E} en entrée, de teneur {\displaystyle x_{e}}, en une masse {\displaystyle P} de produit de sortie de teneur {\displaystyle x_{p}}, et un résidu de masse {\displaystyle R} de teneur {\displaystyle x_{r}}, le coefficient de partage θ est défini par :
{\displaystyle \theta =P/E}
Symétriquement, (1-θ) est donc le pourcentage du flux massique entrant qui ressort sous forme appauvrie.
La conservation de l'élément concentré quand il passe dans le procédé élémentaire impose que:
{\displaystyle E\cdot x_{e}=P\cdot x_{p}+R\cdot x_{r}} c'est-à-dire que {\displaystyle x_{e}=\theta \cdot x_{p}+(1-\theta )\cdot x_{r}}
On en déduit une relation entre le coefficient de partage et les différences de concentrations :
{\displaystyle \theta ={\frac {x_{e}-x_{r}}{x_{p}-x_{r}}}}